# De nouveaux hommes sont nés
Pour plus de détails, voir Fiche technique et Distribution.
De nouveaux hommes sont nés (titre original : Proibito rubare- Interdit de voler) est un film italien réalisé par Luigi Comencini et sorti en 1948.

## Synopsis
En route vers l'Afrique, un prêtre missionnaire se fait voler sa valise à la gare de Naples. Dans sa tentative pour la retrouver, il découvre une ville en proie à la misère, et notamment celle des enfants. Il décide alors de s'installer à Naples et fonde un asile pour héberger de très jeunes voleurs exploités par les adultes.

## Fiche technique
- Titre du film : De nouveaux hommes sont nés
- Titre original : Proibito rubare
- Réalisation : Luigi Comencini
- Scénario : Suso Cecchi D'Amico, Armando Curcio, Luigi Comencini d'après un sujet de Gigi Martello
- Photographie : Aldo Tonti, noir et blanc
- Musique : Nino Rota
- Production : Lux Film (Carlo Ponti, Gigi Martello)
- Durée : 95 minutes
- Pays d'origine : Italie
- Année de sortie : 1948

## Distribution artistique
- Adolfo Celi : Don Pietro
- Tina Pica : la cuisinière
- Mario Russo : Peppinello
- Une trentaine d'enfants napolitains

## Autour du film
- Proibito rubare est le premier long métrage réalisé par Luigi Comencini. Enfance et misère sociale, deux des thèmes récurrents dans l'œuvre du réalisateur italien, apparaissent déjà dans ce premier essai, situé dans le sillage néoréaliste.
- Le héros du film présente certaines similitudes avec le personnage du père Edward J. Flanagan (1886-1948), joué par Spencer Tracy, dans Des hommes sont nés (Boys Town, 1938) de Norman Taurog. Les distributeurs français choisirent, eux aussi, un titre qui faisait référence à ce film.